# Кордегардія

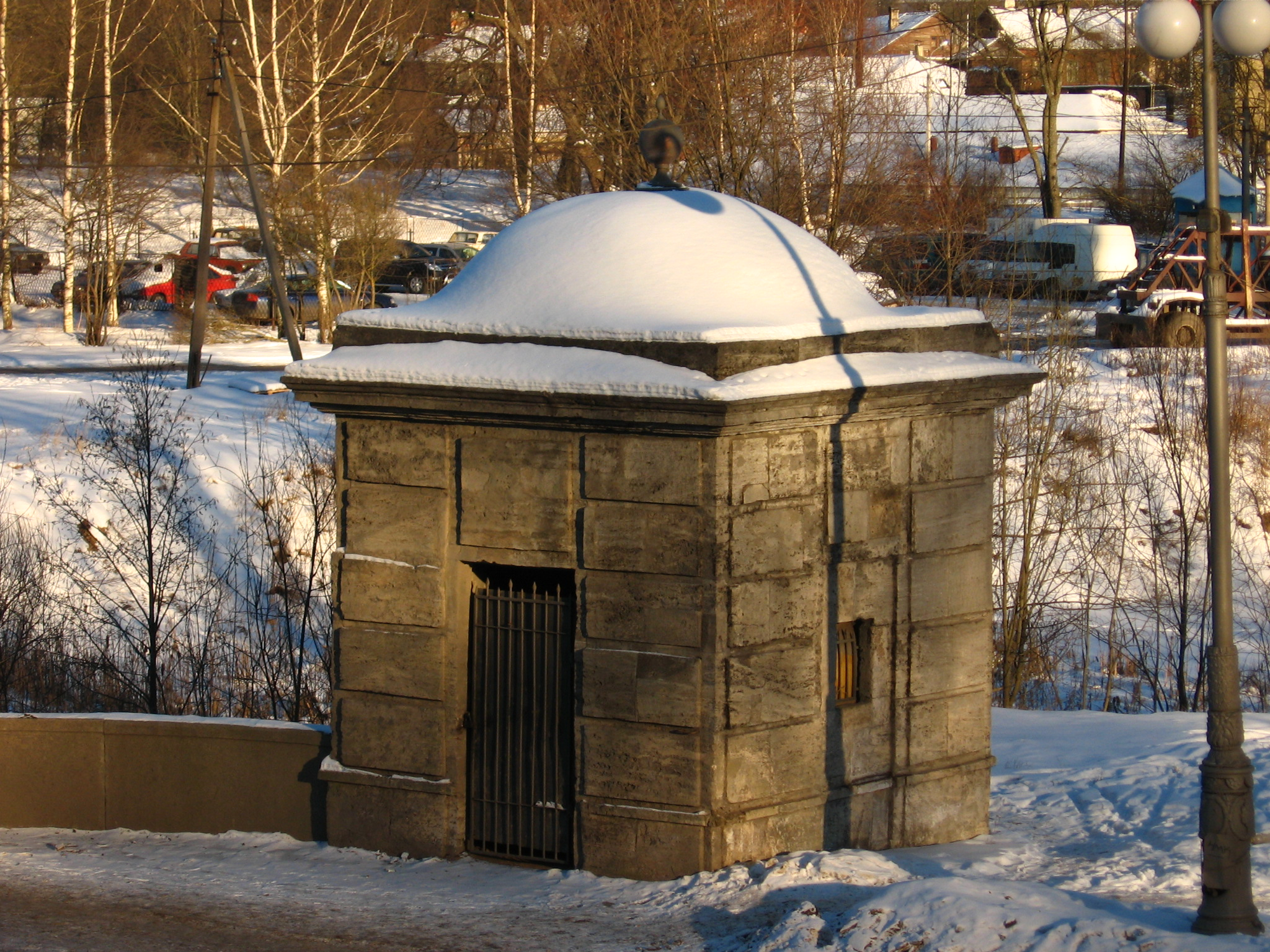
Кордегардія

Кордега́рдія (від фр. corps de guarde — «корпус охорони») — застаріла назва приміщення для варти, яка охороняє ворота фортеці. Зазвичай розташовувалось біля входу або виходу з них, поряд з самими воротами, часто було пристосоване для стрільби з нього (через бійниці) простору під воротами. Є різновидом фортифікаційних споруд. Інколи використовувалося як синонім для позначення гауптвахти або будь-якого вартового приміщення. Інша назва такого приміщення — варті́вня (розм. карау́льня).
Українське розмовне хурдиґа («в'язниця») походить від пол. furdyga, утвореного від kordegarda, kordygarda.

## Джерело
- Кордегардия // Энциклопедический словарь Брокгауза и Ефрона : в 86 т. (82 т. и 4 доп. т.). — СПб., 1890—1907. (рос. дореф.)